# Piero Valenzano
Piero Valenzano (Turijn, 16 april 1925 - Cortina d'Ampezzo, 10 juli 1955) was een Italiaans autocoureur. In 1955 was hij eenmaal te vinden op de inschrijvingslijst van een Formule 1-race, de Grand Prix van België van dat jaar voor het team Lancia. Valenzano was op het moment van de race echter niet aanwezig op Spa-Francorchamps en startte de race dus niet. In 1955 deed hij ook mee aan de 24 uur van Le Mans voor het team Officine Alfieri Maserati, maar hij haalde de finish niet. Hij overleed op 30-jarige leeftijd door een ongeluk tijdens de Targa Dolomiti van 1955.